# Juan Carlos Sarnari
Juan Carlos Sarnari (Firmat, Santa Fe; 22 de enero de 1942-Bogotá, 21 de abril de 2023) fue un futbolista argentino, conocido como Nene o Pajarito, que jugó como volante.
Se desempeñó en River Plate y Huracán de su país, en Universidad Católica, Universidad de Chile y en Deportes La Serena de Chile, y en el Independiente Medellín y en Independiente Santa Fe de Colombia.
Además, formó parte de la selección argentina en la Copa Mundial de 1966 que se jugó en Inglaterra. 
Sarnari es considerado uno de los mejores jugadores de la historia de Independiente Santa Fe, club del que fue figura, campeón e ídolo de la hinchada. Hasta el momento de su muerte, trabajaba en su restaurante, llamado La Estancia Chica, que está ubicado en el norte de Bogotá. Falleció de choque séptico el cual le originó falla orgánica múltiple.

## Trayectoria

### Inicios
Juan Carlos Sarnari nació en la población de Firmat, provincia de Santa Fe, en el interior de Argentina. En su natal Firmat, empezó a jugar al fútbol desde niño en el Firmat Foot Ball Club, donde se formó como jugador, y estuvo hasta los 16 años. Después, pasó a jugar al River Plate, uno de los equipos más grandes del país y del continente.

### River Plate
En 1959, Sarnari fue vendido a River Plate a los 17 años de edad. Empezó a jugar en el equipo de reservas, y en ese mismo año, debutó como profesional. Su primera etapa en el equipo de la ciudad de Buenos Aires, fue hasta finales de 1962, dando muestras de su talento.

### Huracán
Después de estar en River, a principios de 1963, Sarnari se fue a jugar a Huracán. En el Globo jugó por un año, donde tuvo un buen rendimiento, por lo que regresó a River Plate. Una gloria.

### Regreso a River

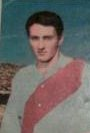
Sarnari en River Plate.

Luego de un año jugando en Huracán, el volante regresó a River Plate en 1964. En su vuelta al equipo de la Banda Cruzada, Sarnari se hizo un lugar dentro del equipo y jugó grandes partidos al lado de excelentes jugadores como Amadeo Carrizo, Oscar Más, Ermindo Onega, Daniel Onega, Luis Cubilla, Delém y Aníbal Bordón entre muchos otros. Sus grandes actuaciones, hicieron que fuera llamado a la Selección Argentina para jugar en la Copa Mundial de Fútbol de 1966 en Inglaterra. Sarnari hizo parte del equipo que fue subcampeón en 1967, y jugó la Copa Libertadores de América en 1967. Su etapa en River Plate, fue hasta finales de 1967.

### Universidad Católica, y Universidad de Chile
Después de haber sido un jugador destacado del River Plate, Sarnari se fue a Chile, para jugar en la Universidad Católica. En la Católica, jugó desde principios de 1968, hasta finales de 1970. De ahí, pasó a jugar a Universidad de Chile, equipo donde estuvo desde 1971 hasta 1972. En ambos equipos, fue figura dentro de la nómina, gracias a sus grandes partidos jugados y a su profesionalismo.

### Independiente Medellín
En 1973, el entrenador chileno Francisco "Pancho" Hormazábal, lo llevó a jugar al Deportivo Independiente Medellín del fútbol de Colombia. En el equipo antioqueño, jugó hasta finales de 1974, cuándo regresó por unos meses a la Universidad de Chile.

### Independiente Santa Fe
Después de haber estado por unos meses en la Universidad de Chile, Sarnari regresó a Colombia a mediados de 1975, para jugar en Independiente Santa Fe, equipo de la ciudad de Bogotá, gracias a un llamado de Francisco "Pancho" Hormazábal. Desde su llegada, se hizo un lugar en el equipo titular, y empezó a tener grandes partidos. Sarnari, se convirtió en una de las figuras del equipo, que al final del año, se coronó campeón del Fútbol Profesional Colombiano. En aquel equipo campeón de Santa Fe, Sarnari fue uno de los jugadores destacados dentro de la nómina junto a Alfonso Cañón, Ernesto Díaz, Carlos Alberto Pandolfi, Héctor Javier Céspedes, Luis Gerónimo López y José Antonio Tébez. Así, el Nene entró en la historia del equipo cardenal, ganó el primer título de su carrera, y se convirtió en uno de los ídolos de la hinchada santafereña. Al año siguiente, jugó la Copa Libertadores de América, y estuvo hasta finales del año en el equipo bogotano. Así, el volante argentino acabó una exitosa etapa en su carrera deportiva.

### La Serena de Chile
Después de una exitosa etapa en Independiente Santa Fe, donde fue campeón, figura e ídolo, Sarnari regresó a Chile a principios de 1977, pero esta vez para jugar en el Deportes La Serena. En el equipo chileno, jugó hasta finales del año, cuándo decidió retirarse del fútbol profesional.

### Selección Argentina
Gracias a sus grandes partidos jugados con la camiseta del River Plate, Juan Carlos "el Nene" Sarnari fue convocado varias veces para jugar con la Selección Argentina. Su primer torneo con la selección, fue el Panamericano de 1960 que se jugó en Costa Rica Después, fue convocado para la selección de mayores para jugar en las eliminatorias, y finalmente en la Copa Mundial de Fútbol de 1966, que se jugó en Inglaterra. Su última participación con la selección, fue en la Copa América de 1967.

### Carrera como entrenador
En 1978, después de haberse retirado del fútbol profesional, Sarnari hizo un curso como entrenador en la Asociación del Fútbol Argentino (AFA). Una vez consiguió ese título, volvió a Colombia, y dirigió al Deportes Quindío entre 1979 y 1980. Después fue el técnico de Santa Fe en 1981, y del Once Caldas de Manizales en 1982.

## Otros trabajos
Después de su corta carrera como entrenador, el argentino fue presentador y comentarista deportivo de televisión en el Noticiero de las 7, y fue vendedor de automóviles. Luego, se encontró con su compatriota y amigo José Antonio Tébez, que también jugó en Independiente Santa Fe e Independiente Medellín, y empezaron un restaurante en el Royal Racquet Club de Bogotá, donde estuvieron cinco años. Después, ambos abrieron un restaurante en la Zona Rosa de la ciudad llamado la Casa Argentina. El restaurante empezó en 1986, y funcionó hasta 1991. En ese mismo año, ambos exfutbolistas abrieron otro restaurante en el norte de la ciudad llamado La Estancia Chica.

### Participaciones en Copas del Mundo
| Mundial                        | Sede       | Resultado   |
| ------------------------------ | ---------- | ----------- |
| Copa Mundial de Fútbol de 1966 | Inglaterra | 4° de final |

## Clubes

### Como jugador
| Club                   | País      | Año       |
| ---------------------- | --------- | --------- |
| River Plate            | Argentina | 1959-1962 |
| Huracán                | Argentina | 1963      |
| River Plate            | Argentina | 1964-1967 |
| Universidad Católica   | Chile     | 1968-1970 |
| Universidad de Chile   | Chile     | 1971-1972 |
| Independiente Medellín | Colombia  | 1973-1974 |
| Universidad de Chile   | Chile     | 1974-1975 |
| Independiente Santa Fe | Colombia  | 1975-1976 |
| Deportes La Serena     | Chile     | 1977      |

### Como entrenador
| Club             | País     | Año       |
| ---------------- | -------- | --------- |
| Deportes Quindío | Colombia | 1979-1980 |
| Santa Fe         | Colombia | 1981      |
| Once Caldas      | Colombia | 1982      |

## Palmarés
| Título                            | Club                | País       | Año  |
| --------------------------------- | ------------------- | ---------- | ---- |
| Campeonato Panamericano de Fútbol | Selección Argentina | Costa Rica | 1960 |
| Campeonato colombiano             | Santa Fe            | Colombia   | 1975 |

### Distinciones individuales
| Distinción                                                                                 | Año  |
| ------------------------------------------------------------------------------------------ | ---- |
| Mejor futbolista de Chile                                                                  | 1972 |
| Top 8º máximo goleador extranjero de Universidad de Chile (39 goles)                       | 2014 |
| 9º máximo goleador histórico de River Plate en Copa Libertadores (10 goles en 29 partidos) | 2015 |
| Incluido dentro de las 50 mejores figuras históricas de Universidad de Chile por AS.com    | 2016 |